# Лаодика V
Лаодика V (др.-греч. Λαοδίκη; первая половина II века до н. э. — 150 до н. э.) — селевкидская принцесса. Посредством брака с Персеем стала правительницей Македонии, но после смерти мужа была вынуждена вернуться домой.

## Биография

### Семья
Лаодика была дочерью царя Селевка IV и Лаодики IV. У неё было два брата: Антиох и Деметрий I Сотер.

### Первый брак
Персей смог добиться дипломатических успехов в отношениях с государством Селевкидов, греческими полисами и Родосом. В итоге он в 178—177 году до н. э. женился на Лаодике, сделав её царицей Македонии. Она родила своему супругу четырёх детей: Александра, Филиппа, Андриск (?) и дочь, чьё имя неизвестно.
В ходе третьей македонской войны, войска Персея были разбиты в битве при Пидне в 168 до н.э. Македония стала римской провинцией, а её бывший царь вместе с детьми стали заложниками победителей. В период с 165 по 162 год до н. э., Персей умер.

### Возвращение домой
Лаодика смогла избежать пленения и в 160-х годах до н. э. жила при дворе своего дяди Антиоха IV Эпифана и его сына Антиоха V Евпатора. После смерти Эпифана, власть вскоре захватил Сотер, правивший страной с 161 по 150 год до н. э. Существует версия, что он женился на своей сестре, но известно, что от брака с Лаодикой у него было трое детей: Деметрий II Никатор, Антиох VII Сидет и Антигон.
В 160 году до н. э. Деметрий I предложил руку Лаодики царю Каппадокии Ариарата V, но тот отказался. В 158 году до н. э. там началась гражданская война между царём и его братом Орофеном. Деметрий перешёл на сторону мятежника, но в 156 году до н. э. Ариарат V вышел победителем.
В 152 году до н. э. самозванец из города Кизик Александр Балас, выдававший себя за сына Антиоха Эпифана, смог заручиться поддержкой Римской республики и соседних стран, после чего вторгся во владения Селевкидов. Спустя 2 года, после поражения при Антиохии, Деметрий и Лаодика были убиты.